# 本多正房
本多 正房（ほんだ まさふさ）は、江戸時代前期の越前国福井藩家老。通称賢物、源四郎、左近。高知席本多修理家初代。

## 略歴
寛永11年（1634年）12月9日、福井藩家老・本多富正の庶子として府中にて誕生。慶安2年（1649年）父・富正の死去により、5000石の分知を受け、藩主松平光通に仕えて家老となる。寛文9年（1669年）本家の家督を継いだ甥・長員が幼少のため、陣代と後見を務める。
寛文11年（1671年）11月15日没。享年38。家督は嫡男・富敬が継いだ。